# Jobs Wertheim
Johannes Gustaaf (Jobs) Wertheim (Amsterdam, 6 januari 1898 - Hilversum, 6 januari 1977) was een Nederlandse beeldhouwer.

## Leven en werk
Wertheim was een zoon van de advocaat en procureur Alexander Hendrik Wertheim (1864-1932) en een kleinzoon van de geassimileerde Joodse bankier en lid van de Eerste Kamer A.C. Wertheim. Hij is de grootvader van cabaretier Micha Wertheim. In 1919 trad hij in dienst van het bankbedrijf en in 1921 was hij stagiair bij de bank Samuel Montague in Londen. Hij volgde in de avonduren tekenles aan de Chelsea School of Art. In 1925 ging hij zich toeleggen op het beeldhouwen en hij kreeg toestemming om bij de beeldhouwer Alexander Oppler in Berlijn te studeren. In 1926 won hij met zijn werk De verloren zoon de Prix de Rome. De prijs stelde hem in staat zijn opleiding te vervolgen in Frankrijk en Italië. In 1930/1931 maakte hij een portretbuste van de tot 1930 in Italië wonende jonge kunsthistoricus Arthur van Schendel (later directeur van het Rijksmuseum) (1910-1979). In 1931 keerde hij terug naar Nederland, waar hij zich als kunstenaar vestigde. Tot aan het uitbreken van de Tweede Wereldoorlog werkte hij aan een groot aantal portretopdrachten. Hij werd gewaardeerd vanwege zijn treffende gelijkenissen en het scherp weergeven van het karakter van de geportretteerden, vaak prominenten uit het vooroorlogse joodse Amsterdam.
Tijdens de Tweede Wereldoorlog werd Wertheim met echtgenote en twee kinderen gedeporteerd naar Kamp Westerbork, waar hij tekenles gaf, en later naar Theresienstadt, waar hij bleef beeldhouwen. Na afloop van de oorlog vestigde hij zich eerst in Zwitserland, maar in 1946 keerde hij terug naar Nederland. Hij vestigde zich in Laren en hield zich voornamelijk bezig met portretten en oorlogsmonumenten, waaronder het Monument van Joodse Erkentelijkheid in Amsterdam, waar niet het lot van de joden centraal staat, maar hun dankbaarheid voor ontvangen hulp. Samen met de kunstenaar Paul Citroen organiseerde hij bijeenkomsten waarbij ze beiden razendsnel en treffend mensen uit het publiek portretteerden.
Vanaf het midden van de jaren vijftig zette Wertheim zich in voor versterking van de bekendheid van kunst bij het grote publiek. In 1956 richtte hij de stichting Openbaar Kunstbezit op, die vanaf 1957 een succesvolle radiocursus over kunst verzorgde en vanaf 1963 ook een televisieprogramma (na 1977 voortgezet als het tijdschrift Kunstschrift). Voor dit initiatief werd Wertheim al in 1960 de Zilveren Anjer toegekend. Hij ontving ook de Erepenning van de Stichting Kunstenaarsverzet 1942-1945 en kreeg in 1966 de Gouden Museummedaille.
In de winter van 2015-2016 organiseerde Museum Beelden aan Zee in Scheveningen de eerste overzichtstentoonstelling van Wertheims werk. Een jaar later verscheen bij het aan dit museum gelieerde Sculptuurinstituut een biografie van Wertheim met een catalogus van al zijn beelden.

## Werken (selectie)

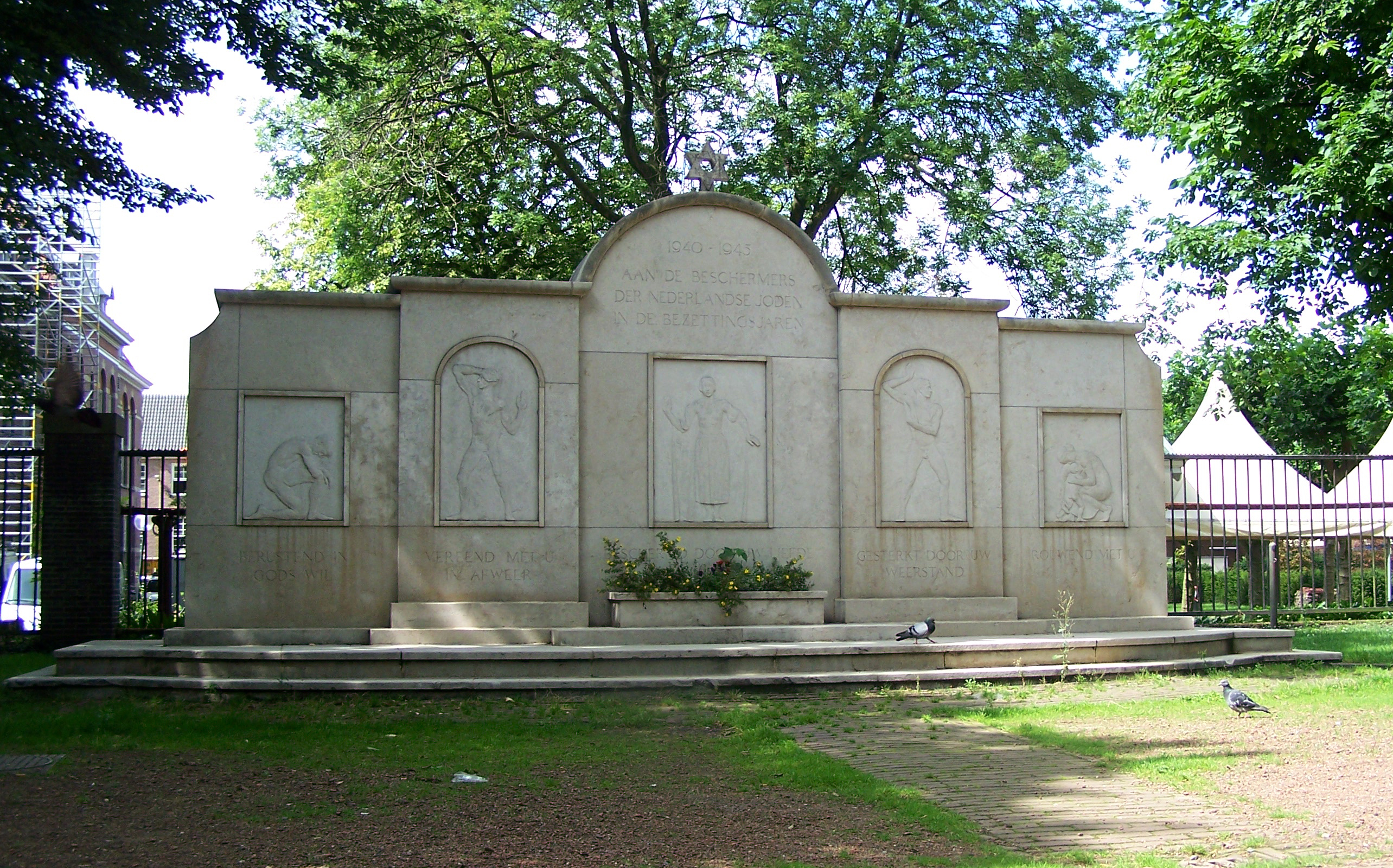
Monument van Joodse Erkentelijkheid, Amsterdam

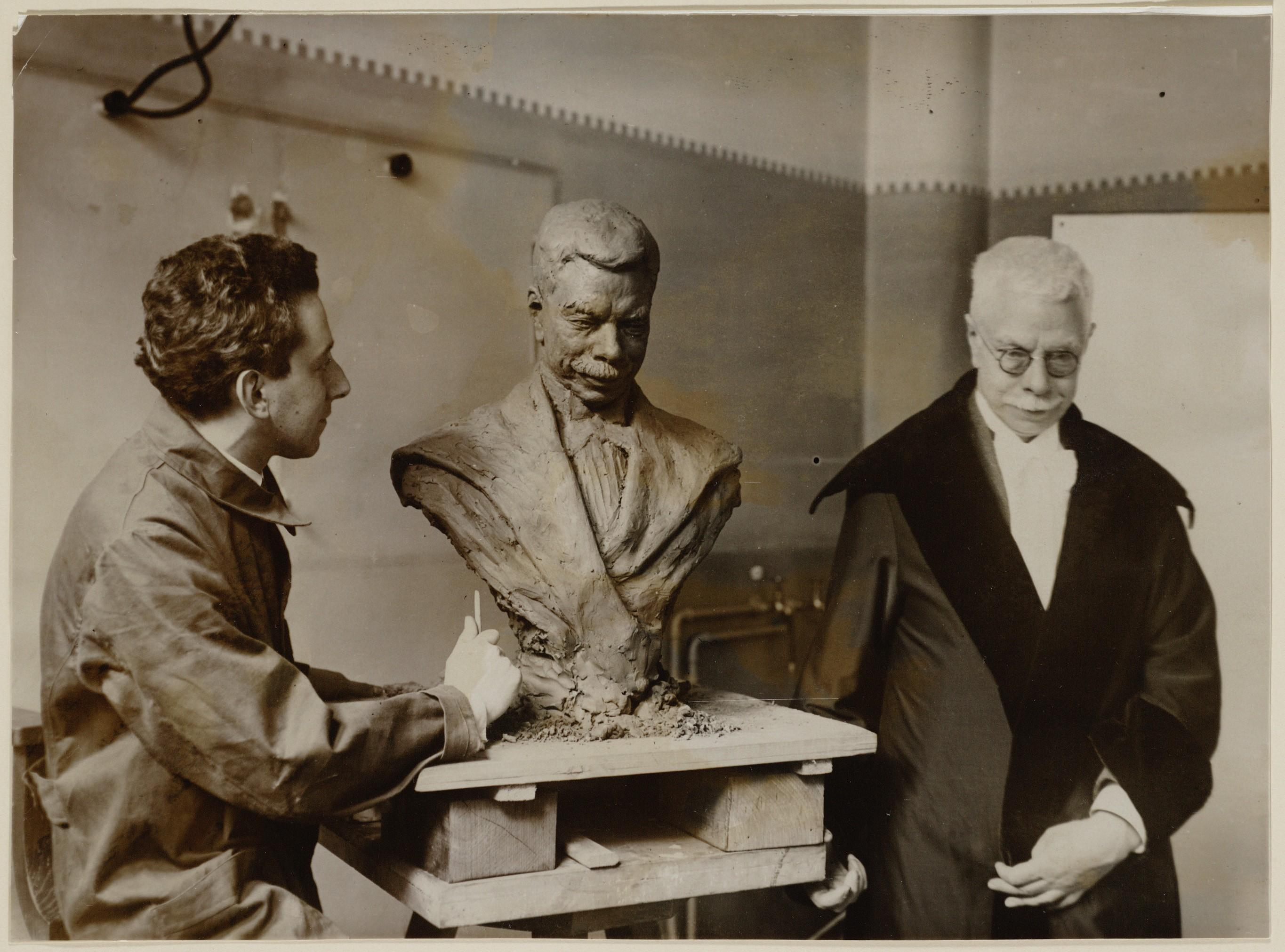
Wertheim maakt buste van Pieter Zeeman (1932)

- 1925 Wandreliëf, Humanitaire School in Laren (met architect Henri van Anrooy)
- 1928 De verloren zoon
- 1929 Buste van Leids hoogleraar N.P. Tendeloo, Academiegebouw, Universiteit Leiden
- 1931 Portretbuste van Arthur van Schendel (1910-1979), nu in de collecties van Museum Henriette Polak (Musea Zutphen) in Zutphen en van Rijksmuseum Amsterdam[2]
- 1933 Jacobus van Reesbank, Hoge Naarderweg in Hilversum
- 1933 reliëf Verum, Bonum, Pulchrum, voormalige KRO-studio Emmastraat in Hilversum (met H.A. van Anrooy)
- 1950 Monument van Joodse Erkentelijkheid, Weesperstraat, Amsterdam[4]
- 1950 Buste Pieter Zeeman, I.M. van de Bijlstraat in Zonnemaire
- 1952 Portretbuste van de schrijver Arthur van Schendel (1874-1946), geplaatst in Leidsebosje in Amsterdam
- 1953 Joods monument, Hoofdstraat in Gorredijk
- 1956 Spinoza's graf, achter de Nieuwe Kerk in Den Haag
- 1966 Buste L.E.J. Brouwer, portrettencollectie Universiteit van Amsterdam
- 1974 Zingende Orpheus, Laren

## Publicaties
- Bertus Bakker, Elk zijn museum. Openbaar Kunstbezit 1956-1988, Esthetische vorming van het Nederlandse volk (Zwolle 2014).
- Ester Wouthuysen, Jan Teeuwisse en Camée van Blommestein, Joh. G. Wertheim (Scheveningen 2017).

## Fotogalerij

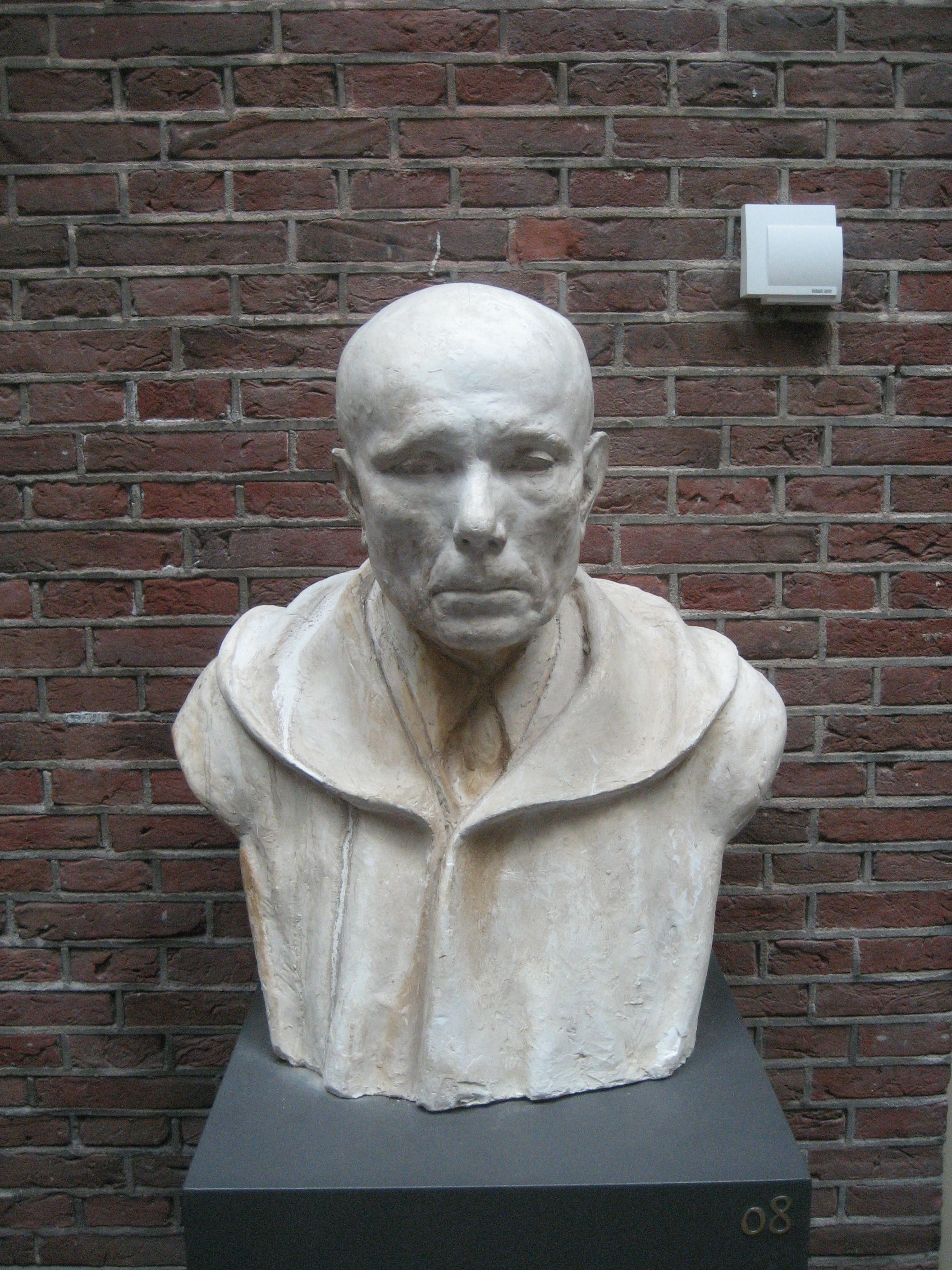
Buste Nico Tendeloo
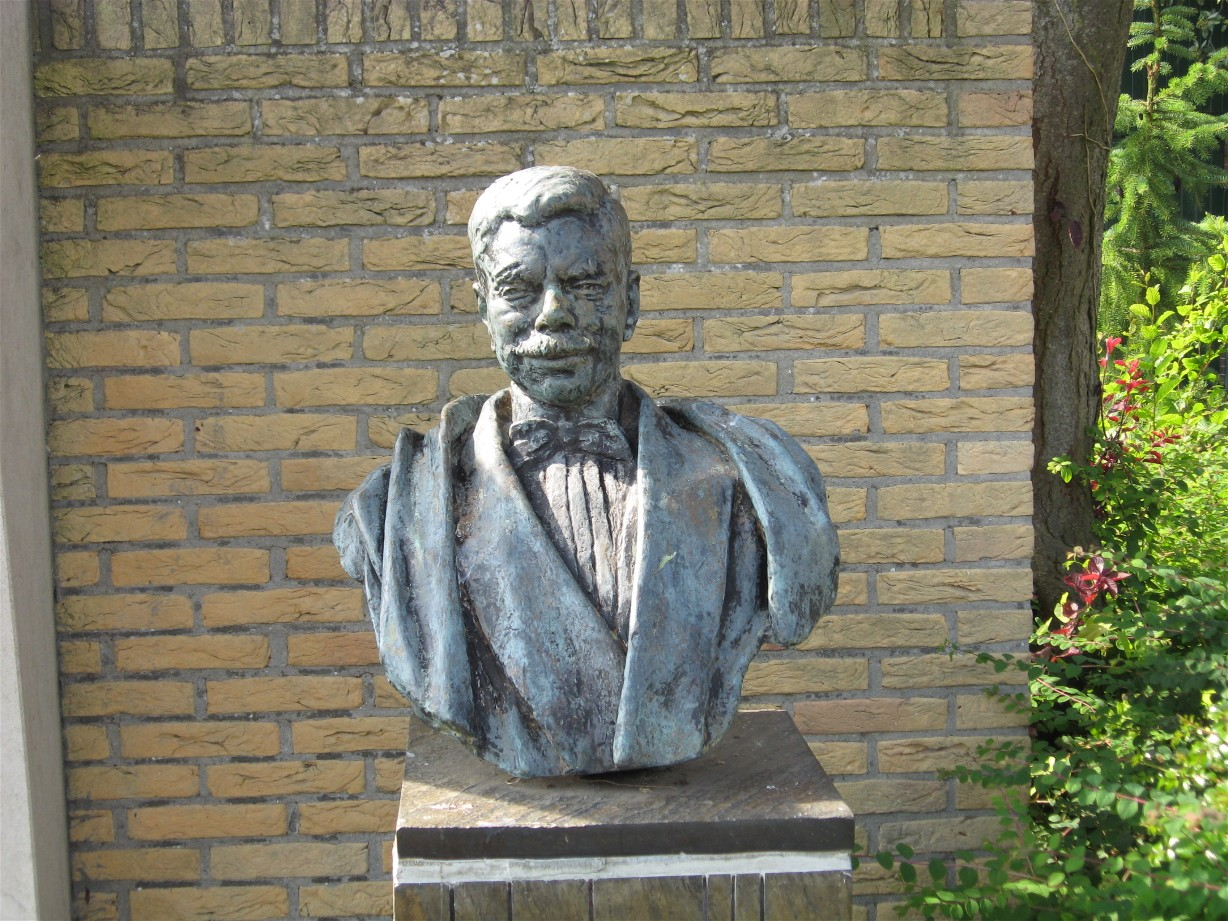
Buste Pieter Zeeman
- Beelden onthulling Monument van Joodse Erkentelijkheid
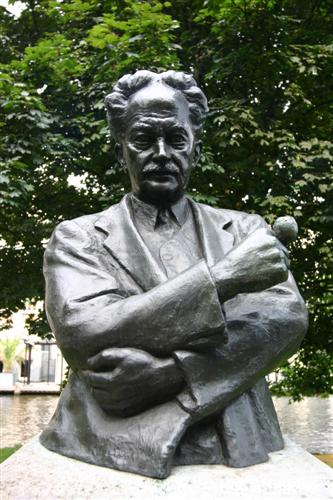
Buste van schrijver Arthur van Schendel